# 巴拉那州
巴拉那州 （葡萄牙語：Paraná，葡萄牙語發音：[pa.ɾa.'na]）是巴西的一個州，位於該國南部。東為大西洋，西隔巴拉那河與阿根廷和巴拉圭相望。面積199,282平方公里，2005年人口10,387,378人。首府库里蒂巴。

## 行政區劃
巴拉那州下轄6個直接地理區、29個中級地理區及399個市鎮，其中首府库里蒂巴擁有超過190萬人，州內總人口約1135萬人。